# Municipalità di Venezia-Murano-Burano
La Municipalità di Venezia-Murano-Burano altrimenti detta Venezia Insulare è una suddivisione amministrativa del comune di Venezia che comprende il centro storico di Venezia e le isole della laguna nord.

## I vecchi quartieri
Con la sua istituzione (2005) sono stati soppressi i quartieri 1 "San Marco-Castello-Sant'Elena-Cannaregio", 2 "Dorsoduro-San Polo-Santa Croce-Giudecca", 5 "Murano-Sant'Erasmo" e 6 "Burano-Mazzorbo-Torcello". I quartieri 1 e 2 appartengono alla zona centro storico mentre i quartieri 5 e 6 appartengono alla zona estuario.
Fino al 1997 i quartieri erano i seguenti:
- 1 S. Marco - Castello - S. Elena
- 2 Cannaregio
- 3 Dorsoduro - S. Croce - S. Polo
- 4 Giudecca - Saccafisola
- 7 Murano
- 8 Burano[5]

## Popolazione
| 1 San Marco-Castello-Sant'Elena-Cannaregio | 29,75 (di cui acque interne 25,26)   | 31 487 | 1 058,4 |
| 2 Dorsoduro-San Polo-Santa Croce-Giudecca  | 32,42 (di cui acque interne 28,93)   | 21 207 | 654,1   |
| 5 Murano-Sant'Erasmo                       | 37,80 (di cui acque interne 31,69)   | 4 871  | 128,9   |
| 6 Burano-Mazzorbo-Torcello                 | 111,41 (di cui acque interne 108,61) | 2 633  | 23,6    |

## Geografia fisica

### Territorio
Della circoscrizione fa parte tutto il centro storico, Giudecca compresa, e le isole della laguna nord quali Murano, Burano, Mazzorbo, Torcello, Sant'Erasmo, le Vignole.

## Delegazioni di zona di Murano e Burano
Ai sensi del regolamento comunale (articolo 38 e 38bis) il presidente della municipalità deve nominare un rappresentante per il territorio dell'ex quartiere di Murano ed uno per l'ex quartiere di Burano.